# Хамула Михайло
Михайло Хамула (1885, с. Бортків — 1956) — український галицький промисловець.

## Біографія
Родом із Золочівщини.
Власник фабрики килимів і ткацьких виробів у Глинянах (450 ткацьких верстатів, 500 робітників), мав торгові представництва в містах Європи і в США. Вироби фабрики Хамули за зразками українських мистців (С. Борачка, М. Бутовича, В. Дядинюка, П. Холодного та ін.) здобували на виставках золоті й срібні медалі.
1939 р. фабрику націоналізувала радянська влада, а Хамула емігрував на Захід, з 1950 року — в США, де й помер.
Видав книгу спогадів «Глиняни — місто моїх килимів» (1969).